# Gnopharmia sinesefida
Gnopharmia sinesefida là một loài bướm đêm trong họ Geometridae.